# 다이궁
다이궁(代工)은 한국과 중국을 오가며 농산물과 면세품을 소규모로 밀거래하는 보따리상을 말한다.
다이궁은 중국어로 '물건을 대신 전달해주는 사람'을 의미하는데, 면세점과 시장에서 각종 물품을 저가로 구입한 다음 중간상을 통해 상대국가의 시장에 싸게 내다 팔아 돈을 번다. 한국과 중국 간 여객선 운행이 증가하면서 이런 밀무역을 전업으로 하는 사람들이 크게 증가했으며 가격 질서를 어지럽히기 때문에 큰 문제가 된다.